# Rudolfův majestát
Majestát na náboženskou svobodu (německy Majestätsbrief, obvykle známý jako Rudolfův majestát) byla listina vydaná 9. července 1609 císařem Rudolfem II.
Tato listina potvrzovala svobodu náboženství v Českém království. Zároveň potvrzovala Českou konfesi, kterou Rudolfův otec Maxmilián II. slíbil pouze ústně, a to v roce 1575.

## Význam
Podle Majestátu nikdo nesměl být nucen ke katolickému ani jinému vyznání. Platil pro královská města, šlechtu i poddané. Listina byla zanesena do zemských desek jako platný zákon.
Dne 20. srpna 1609 vydal Rudolf II. obdobný Majestát pro Slezsko, jímž byla povolena náboženská svoboda pro evangelíky augsburského vyznání. (Roku 1620 vydal pro Slezsko další Majestát Fridrich Falcký, jímž rozšířil náboženskou svobodu i na evangelíky helvétského vyznání.) Na Moravu, již ovládanou Rudolfovým bratrem Matyášem, se Majestát nevztahoval: Matyáš dal totiž Moravanům záruku náboženské svobody už v roce 1608.
Rudolf vydal a podepsal Majestát pod nátlakem českých stavů, kteří jeho podpis žádali výměnou za podporu, kterou mu poskytli v konfliktu s jeho bratrem Matyášem. V něm Rudolf málem přišel o českou korunu; díky podpoře stavů se pouze vzdal Uher, Rakous a Moravy ve prospěch Matyáše, když s ním podepsal libeňský mír. Později Rudolf svého podpisu litoval a pokusil se toto své rozhodnutí zvrátit. Vpád vojsk jeho bratrance, pasovského biskupa arcivévody Leopolda, do Prahy v roce 1611 urychlil Rudolfův pád. Rudolf byl nucen abdikovat a přenechat český trůn svému bratru Matyášovi.

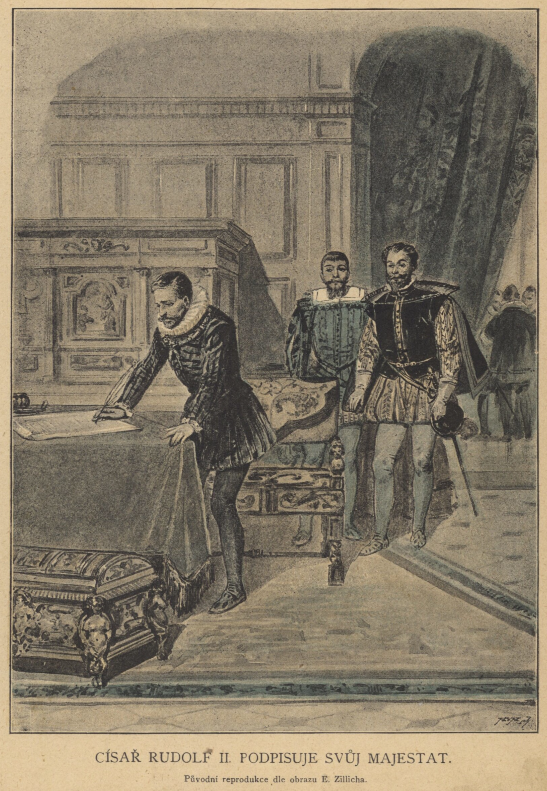
E. Zillich - Císař Rudolf II. podpisuje svůj majestát (Obrázkové dějiny národa českého, 1893)

Ustanovení českého a slezského majestátu byla roku 1619 v čl. IX Českou konfederací rozšířena i na Moravu a Lužice.
Platnost Majestátu zrušil císař Ferdinand II. po porážce českého stavovského povstání v roce 1620, a to tak, že jej dal rozstřihnout a spálit jeho pečeť. V roce 1627 uzákonil v Čechách katolické vyznání jako jediné povolené.

## Základní ustanovení Majestátu
My, Rudolf druhý, [...] činíme tímto listem všem:
 [...] co se víry dotýče, pod jednou spůsobou a pod oběma, aby se neutiskovali, než spolu byli za jednoho člověka jako dobří přátelé, též strana strany aby nehaněla,
[...] poněvadž strana pod jednou a v tomto království náboženství své volně a svobodně provozuje a strana pod obojí k též Konfessí české se přiznávající jí v tom žádné překážky neb vyměření nečiní, aby tehdy v tom rovnost zachována býti mohla, protož jim k tomu povolovati, moc a právo dávati ráčíme, aby i často dotčení sjednocení stavové pod obojí, jakž stav panský, rytířský, tak i Pražané, Horníci a jiná města s lidmi poddanými jich a summou všickni, kteříž se koliv k dotčené Konfessí české, někdy slavné a svaté paměti císaři Maximilianovi, panu otci našemu nejmilejšímu, při sněmě obecním léta tisícího pětistého sedmdesátého pátého a nyní znovu nám podané (při kteréž je milostivě zůstavovati ráčíme) přiznali a přiznávají, žádného nevymíňujíce, tolikéž náboženství své křesťanské pod obojí podle též konfessí a svého mezi sebou učiněného porovnání a sjednocení, volně a svobodně všudy a na všelikém místě provozovati a vykonávati, při víře a náboženství svém, též i při kněžstvu a řádu církevním, kterýž mezi nimi jest anebo od nich nařízen bude, pokojně zanecháni býti mohli, [...]
Dáleji také týmž stavům pod obojí tuto zvláštní milost činiti a jim, všem třem stavům pod obojí k též konfessí se přiznávajícím, konsistoř Pražskou dolejší v moc a opatrování jejich zase dávati a k tomu milostivě povolovati ráčíme, aby tíž sjednocení stavové pod obojí touž konsistoř kněžstvem svým podle též konfessí a snešení svého obnoviti a též kněžstvo jak české tak německé podle ní říditi dáti anebo řízené na své kollatury bez všelijaké překážky arcibiskupa pražského anebo kohožkoliv jiného dosazovati, přijímati, nicméně i akademii pražskou od starodávna straně pod obojí náležející, kterouž jim stavům se vším jejím příslušenstvím tolikéž v moc jejich milostivě dávati ráčíme, tak aby ji muži hodnými a učenými osazovati, dobré, chvalitebné řády nařizovati a nad tím obojím z prostředku svého jisté osoby za defensory naříditi mohli. [...]
Jestliže by také kdo z týchž sjednocených všech tří stavův tohoto království pod obojí mimo ty kostely a chrámy Boží, jichž v držení jsou, a kteříž jim prve náležejí (při nichž pokojně zůstaveni a zanecháni býti mají), ještě buď v městech, v městečkách, vesnicích aneb kdekoliv jinde chtěl nebo chtěli víceji chrámův neb kostelův k Boží službě aneb také školy pro vyučování mládeže vystavěti dáti, toho jakož stav panský, rytířský, tak Pražané, Horníci a jiná města, všickni společně i jeden každý obzvláštně, volně a svobodně každého času učiniti moci bude a budou, bez překážky každého člověka všelikteraké. [...]
[...] tomu obzvláštně chtíti a o tom poroučeti ráčíme, aby pro zachování lásky a svornosti každá strana náboženství své volně provozovala, kněžími svými se řídila a spravovala, a jedna strana druhé v jejím náboženství a řádích žádného vyměřování nečinila, provozování náboženství, mrtvých těl v kostelích a na krchovích pochovávání a zvonění nebránila.
Také již po dnešní den žádný jak z vyžších svobodných stavův, tak ani města, městečka i také sedlský lid od vrchností svých ani žádného jiného, duchovního ani světského člověka nemají a nemá od svého náboženství odtiskován a k náboženství strany druhé mocí ani nižádným vymyšleným spůsobem přinucován býti. [...]
A proti tomuto vejš dotčenému o náboženství učiněnému pokoji a jich, stavův pod obojí, od nás stalému opatření žádná poručení a nic takového, což by jim v čem nejmenším překážku aneb změnění toho učiniti mohlo, od nás, dědicův našich a budoucích králův českých ani od žádného jiného vycházeti ani přijímáno býti nemá.
Dán na Hradě našem Pražském [...] léta Páně 1609 [...].